# Museen der Stadt Hanau

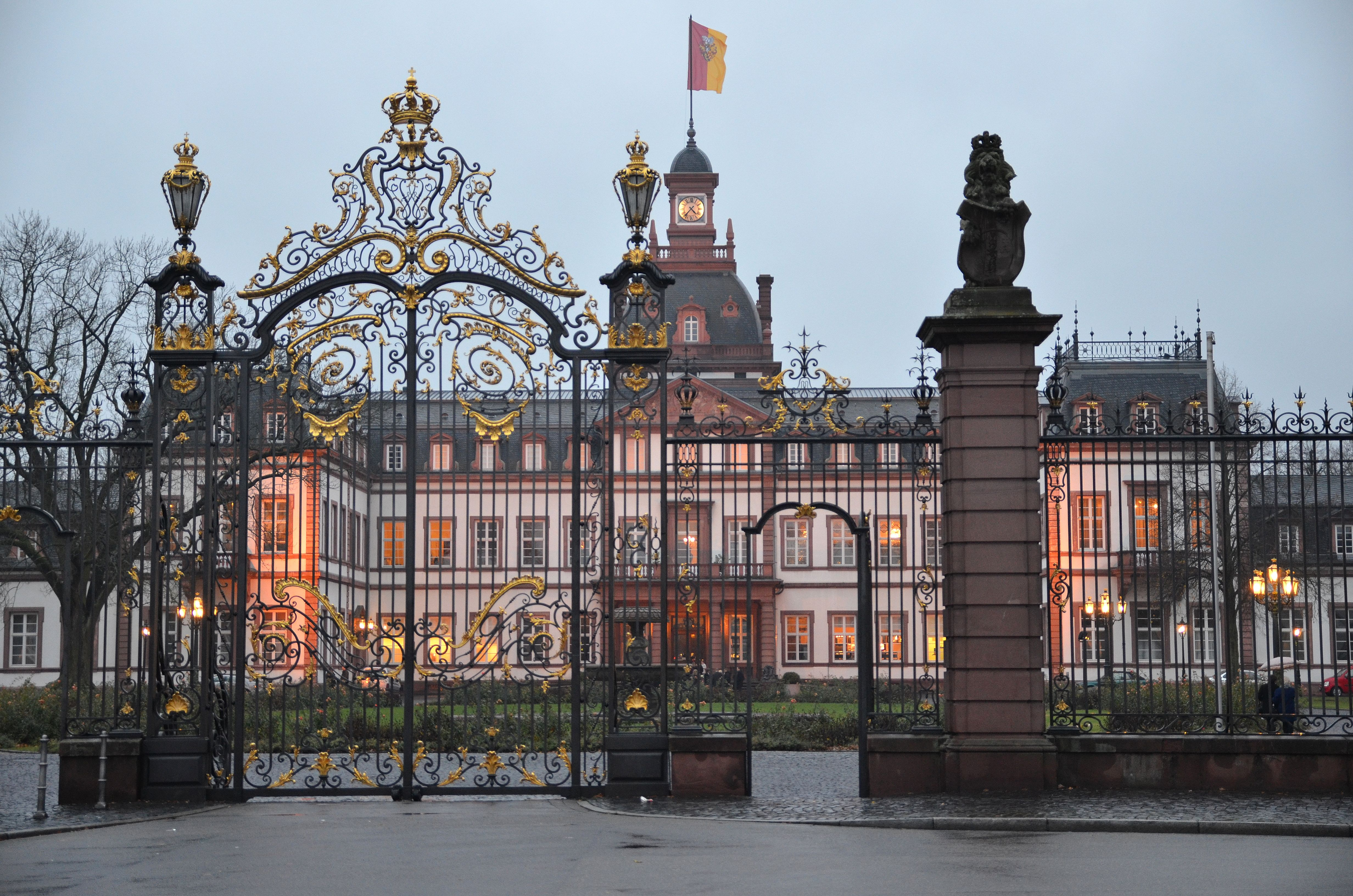
Historisches Museum Hanau Schloss Philippsruhe

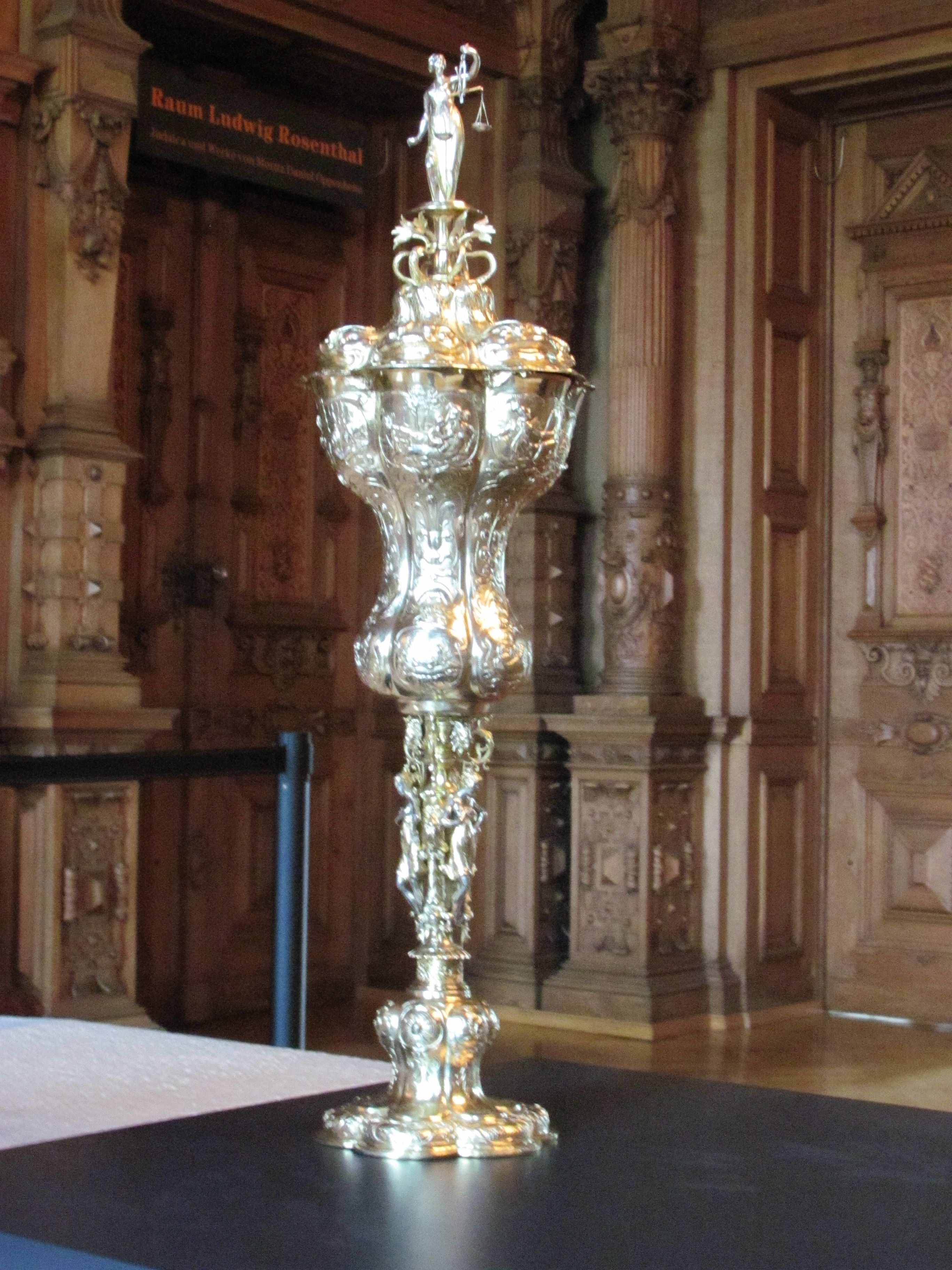
Ratspokal der Neustadt Hanau im Historischen Museum Hanau Schloss Philippsruhe

Die Museen der Stadt Hanau sind Teil der Museumslandschaft und der Stadtverwaltung von Hanau. Sie zeigen ihre Ausstellungen an drei Orten in der Stadt, die Infrastruktur der Häuser ist über eine noch größere Anzahl von Standorten verteilt.

## Struktur
Die Museen der Stadt Hanau betreuen historische und kunstgeschichtliche Sammlungen mit Bezug zur Geschichte der Stadt Hanau und deren regionalem Umfeld sowie der Grafschaft Hanau-Münzenberg. Es gibt drei Ausstellungsorte unter gemeinsamer Leitung. In allen drei Standorten werden neben der Dauerausstellung auch Wechselausstellungen gezeigt.

### Historisches Museum Hanau Schloss Philippsruhe
Dieser Teil der Museen der Stadt Hanau präsentiert sich im Schloss Philippsruhe. Er widmet sich der Geschichte der Stadt und der Grafschaft Hanau. Ein Schwerpunkt ist die Ausstellung zu den in Hanau geborenen Brüdern Grimm, GrimmsMärchenReich, die im Frühjahr 2019 eröffnet wurde.
Neben dem Historischen Museum ist hier als weitere Einrichtung auch das Papiertheatermuseum untergebracht, das von dem Verein „Forum Papiertheater“ betreut wird.

### Museum Schloss Steinheim

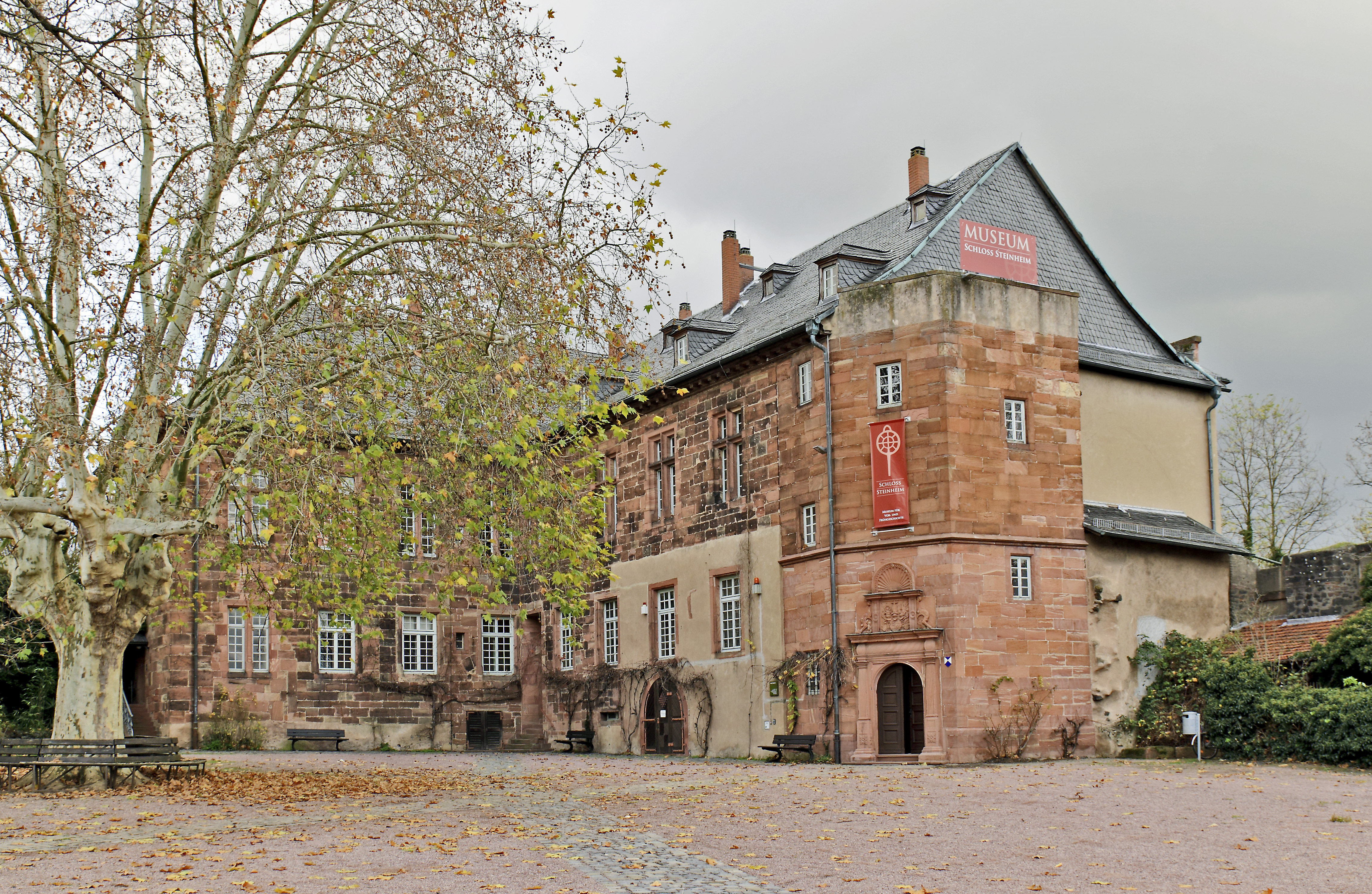
Museum Schloss Steinheim

Hier befindet sich die Ausstellung zur Urgeschichte der Region mit zahlreichen archäologischen Funden von der Steinzeit bis zum Mittelalter. Ein Teil der Ausstellungsfläche widmet sich daneben der Geschichte des Hanauer Stadtteils Steinheim.

### Museum Großauheim für Industrie und Kunst

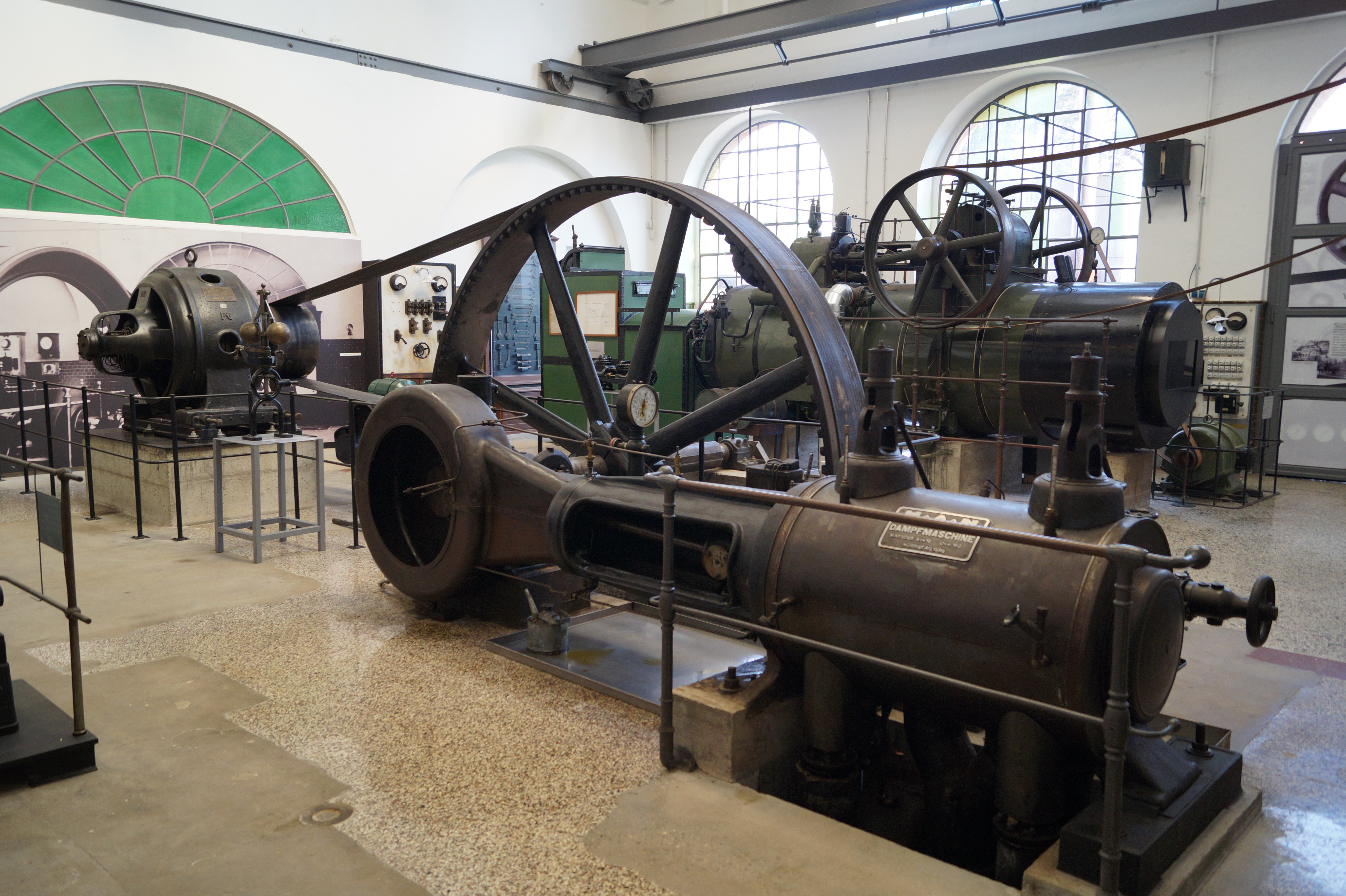
Museum Großauheim für Industrie und Kunst

Hier liegt der Schwerpunkt auf der Hanauer Industriegeschichte. Daneben sind Schwerpunkte die Sammlungen zu den Künstlern August Gaul  und August Peukert.

## Weitere Museen in Hanau

### Museen in privater Trägerschaft
Neben den Museen der Stadt Hanau gibt es weitere Museen und museale Einrichtungen in Hanau, deren Trägerschaft nicht bei der Stadt liegt, von dieser aber im Betrieb der Einrichtungen unterstützt wird. Dazu gehören:
- das Deutsche Goldschmiedehaus[5] in der Trägerschaft der Gesellschaft für Goldschmiedekunst e.V.,
- das Hessische Puppen- und Spielzeugmuseum in Hanau-Wilhelmsbad[6] mit eigenem Trägerverein,
- das Heimatmuseum in Mittelbuchen im dortigen Obertor, in der Trägerschaft des Mittelbuchener Heimat- und Geschichtsvereins e.V.[7], und
- das RadWerk Klein-Auheim, dessen Ausstellung federführend vom dortigen Geschichtsverein betreut wird.
- das Zentrum für Ortsgeschichte Klein-Auheim, ebenfalls in der Trägerschaft des örtlichen Heimat- und Geschichtsvereins.
- Der Museumseisenbahn Hanau e.V. pflegt und restauriert auf dem Gelände des ehemaligen Bahnbetriebswerks Hanau historische Eisenbahnfahrzeuge und organisiert mit den Fahrzeugen Fahrten.[8]

### Museen des Landes Hessen
- Die Burgruine und der Staatspark Wilhelmsbad gehören zur Verwaltung der Staatlichen Schlösser und Gärten Hessen.
- Das Hessische Forstmuseum im Wildpark Alte Fasanerie[9] gehört zur hessischen Forstverwaltung.[10]
- Die Staatliche Zeichenakademie Hanau besitzt eine Sammlung an Schmuck und Gestaltungsentwürfen für Schmuck und Design.